# Lhota u Kamenných Žehrovic
Lhota (deutsch Böhmisch Lhota) ist eine Gemeinde in Tschechien. Sie liegt neun Kilometer südwestlich von Kladno und gehört zum Okres Kladno.

## Geographie

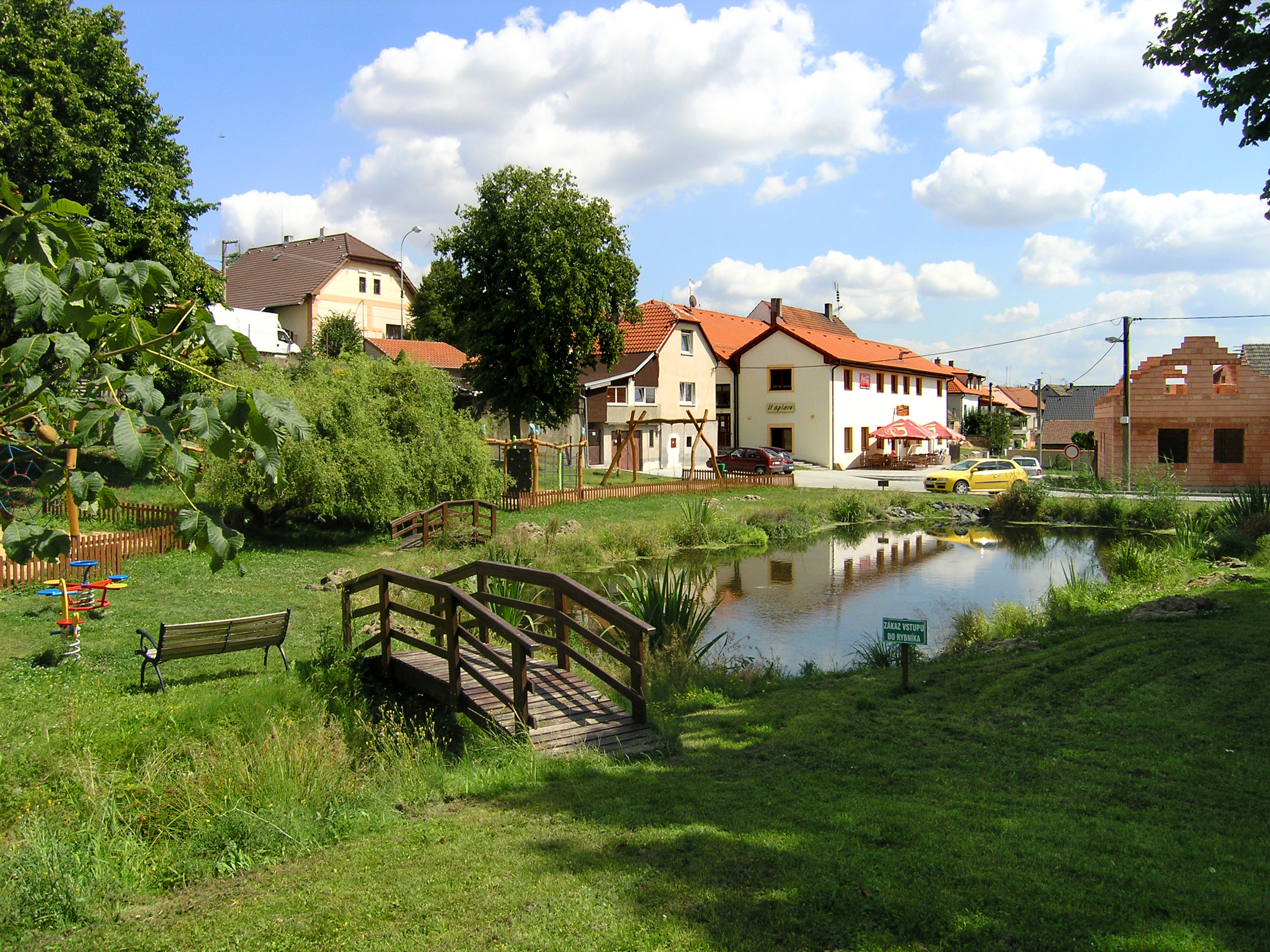
Dorfplatz

Lhota befindet sich am Rande des Landschaftsschutzgebietes Křivoklátsko in den Ausläufern der Křivoklátská vrchovina. Das Dorf liegt linksseitig des Baches Lhotecký potok in einem kleinen Seitental. Gegen Osten bildet der Bach Výskyta bzw. Zlivský potok ein sanftes Tal, dahinter erstreckt sich der Naturpark Povodí Kačáku. Östlich erheben sich die Horka (420 m) und die Dojka (445 m), im Südosten der Holý kopec (427 m) und der Obecní vrch (433 m) sowie westlich der Žilinský vrch (463 m) und der Nové mýto (467 m).
Nachbarorte sind Žilina und Kamenné Žehrovice im Norden, Syrových Mlýn, Doksy und Družec im Nordosten, Zlivský Mlýn, Nový Mlýn, Na Rybárně, Kyšice, Horní Bezděkov und Dolní Bezděkov im Osten, Mostecký Mlýn und Malé Kyšice im Südosten, Borek und Bratronice im Süden, Běleč, Šarváš, Zbečno und Požáry im Südwesten, Zakopané, Šance und Ploskov im Westen sowie Nový Dvůr, Suchá Louka und Lány im Nordwesten.

## Geschichte
Eine Gruppe von Hügelgräbern, die nach in den 1920er Jahren von Albín Stocký durchgeführten Untersuchungen der südböhmischen Hügelgräberkultur zuzuordnen ist, belegt eine bronzezeitliche Besiedlung auf dem Gemeindegebiet.
Das heutige Dorf wurde in der 2. Hälfte des 13. Jahrhunderts im Zuge der böhmischen Binnenkolonisation nach dem Lhotensystem angelegt. Erstmals schriftlich erwähnt wurde Lhota Zlivá um 1378 im Zusammenhang mit Einkünften des Pfarrers Dětleb Stormer und des Kaplans Přibyslav von der St.-Nikolaus-Kirche in der Prager Altstadt. Als nach deren Tod die Rechte dem Heimfall unterlagen, bewilligte König Wenzel IV. im Jahre 1384 auch ihren Nachfolgern das Recht auf 24 Schock von Lhota Zlivá. Während der Hussitenkriege wurde Lhota der königlichen Herrschaft Pürglitz zugeschlagen. Während der Herrschaft von König Ferdinand I. war Lhota zusammen mit weiteren Dörfern zwischen 1558 und 1566 an den Besitzer der Herrschaft Muncifay, Jan Bořita von Martinic verpfändet. Im Jahre 1566 bestand das Dorf aus elf Anwesen und einem Freikretscham. Im Laufe des 16. Jahrhunderts erwarben verschiedene Adlige Anteile von Lhota, im 17. Jahrhundert war das gesamte Dorf im Besitz von Familien aus dem niederen Adelsstand. Zu den Besitzern gehörten u. a. Nikolais Paris von Reinswald, Wenzel Kohout von Lichtenfeld, Adam Czejka von Olbramowitz, Johann Friedrich Ritter Rožovsky und Johann Wenzel Popel Ritter von Wesetz. Während des Dreißigjährigen Krieges wurden fünf Güter von Lhota niedergebrannt und das Dorf verödete. Im Jahre 1651 lebten in Lhota nur noch 15 Personen, binnen 20 Jahren stieg die Zahl der Einwohner auf 51 an. 1658 verpfändete Kaiser Leopold I. die Kronherrschaft Pürglitz für drei Jahre an Johann Adolf von Schwarzenberg. Im Jahre 1685 verkaufte Leopold I. die Herrschaft an Ernst Joseph Graf von Waldstein. 1731 vererbte Johann Joseph Graf von Waldstein die Herrschaft an seine Tochter und Universalerbin Maria Anna Fürstin zu Fürstenberg, die sie 1756 testamentarisch mit der Herrschaft Kruschowitz und dem Gut Nischburg zu einem Familienfideikommiss von 400.000 Gulden vereinigte. Die eine Hälfte des Erbes fiel ihren Söhnen Joseph Wenzel zu Fürstenberg-Stühlingen und Karl Egon I. zu Fürstenberg zu, die andere ihren Töchtern Henriette Fürstin von Thurn und Taxis und Maria Theresia zu Fürstenberg. Als Fideikommisserben setzte sie ihren zweitgeborenen Sohn Karl Egon I. ein, der durch Ausgleich auch die Anteile seiner Geschwister erwarb. Nach dem Tode von Karl Egon I. erbte 1787 dessen ältester Sohn Philipp Fürst zu Fürstenberg († 1790) den Besitz, ihm folgten seine Kinder Karl Gabriel zu Fürstenberg († 1799) und Leopoldine Prinzessin von Hessen-Rothenburg-Rheinfels. 1803 verzichteten die weiblichen Erben in einem Familienvergleich zugunsten des minderjährigen Karl Egon II. zu Fürstenberg und der fürstlichen und landgräflichen Häuser Fürstenberg; als Verwalter wurde bis zu dessen Volljährigkeit im Jahre 1817 Joachim Egon Landgraf von Fürstenberg eingesetzt.
Im Jahre 1843 bestand Lhota bzw. Böhmisch-Lhota aus 37 Häusern mit 340 Einwohnern. Pfarrort war Druschetz. Bis zur Mitte des 19. Jahrhunderts blieb Lhota dem Fideikommiss Pürglitz untertänig.
Nach der Aufhebung der Patrimonialherrschaften bildete Lhota / Böhmisch Lhota ab 1850 eine Gemeinde im Bezirk Rakonitz und Gerichtsbezirk Pürglitz. Nach dem Tode des Karl Egon II. zu Fürstenberg erbte 1854 dessen zweitgeborener Sohn Max Egon I. den Fideikommiss Pürglitz. Mit der Entwicklung von Kladno zu einem Zentrum des Bergbaus- und der Hüttenindustrie begann auch ein Wandel des von der Landwirtschaft, der Forstwirtschaft im angrenzenden Pürglitzer Wald und dem Handwerk geprägten Dorfes, ein Teil der Bewohner verdiente sich den Lebensunterhalt in den Zechen und Hütten von Kladno. 1882 bildete sich die Freiwillige Feuerwehr. Am Übergang vom 19. zum 20. Jahrhundert entstanden auch Arbeitervereine. 1888 nahm in Žilina eine gemeinschaftliche Schule für Lhota und Žilina den Unterricht auf.
Im Jahre 1932 lebten in Lhota 629 Personen. 1949 wurde Lhota aus dem Okres Rakovník in den neu gebildeten Okres Nové Strašecí überwiesen. Nach dessen Aufhebung wurde die Gemeinde 1960 dem Okres Kladno zugeordnet. Am 1. Januar 1980 erfolgte die Eingemeindung nach Žilina. Seit dem 1. Juli 1990 bildet Lhota wieder eine eigene Gemeinde.

## Ortsgliederung
Für die Gemeinde Lhota sind keine Ortsteile ausgewiesen. Zu Lhota gehören die Einschichten Ploskov (Ploskow), Ploskovská myslivna und Šance.

## Sehenswürdigkeiten

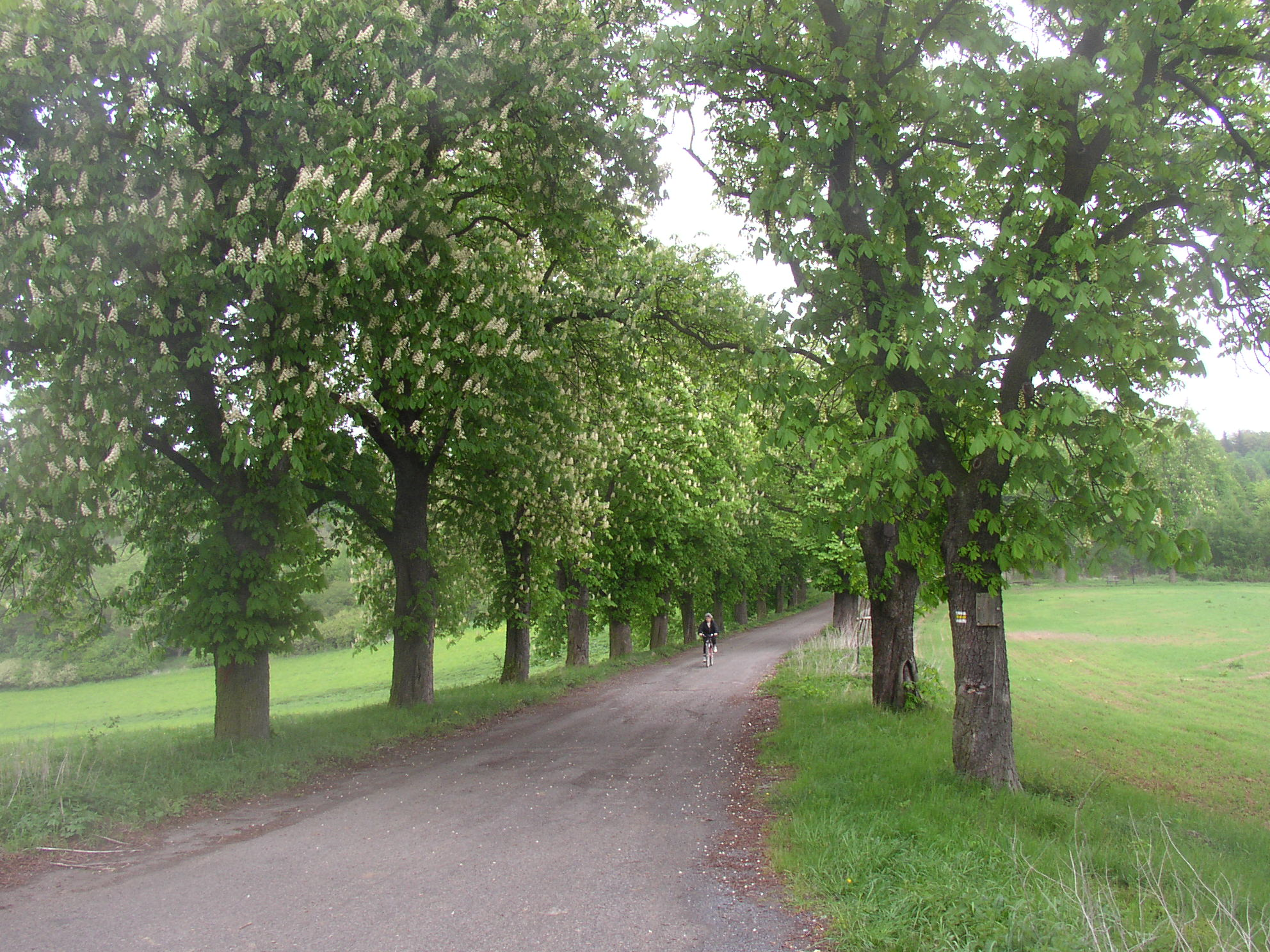
Ploskower Kastanienallee

- Köhlerei-Freilichtmuseum (Skanzen výroby dřevěného uhlí) mit verschiedenen Meilertypen, südwestlich des Dorfes bei Šarváš im Tal des Lhotecký potok
- Ploskovská kaštanka (Ploskower Kastanienallee) mit etwa 400 Rosskastanien und Linden entlang der Straße II/116 auf der Lichtung südlich des Jägerhauses Ploskov. Die 2,7 Kilometer lange Allee wurde um 1850 angelegt und ist seit 1997 geschützt.
- Kreuzstein auf dem Dorfplatz, der 185 m hohe Stein wurde in der Flur Na Bukovkách an der ehemaligen Straße Muncifay-Nischburg bei der Kastanienallee unter einer mächtigen alten Linde liegend aufgefunden, 1995 wurde er auf den Dorfplatz aufgestellt.
- Regionalmuseum und Galerie Křivoklátsko
- Dorfglocke, sie wurde 1805 gefertigt und entging durch das Ende des Zweiten Weltkrieges der Einschmelzung, in den 1950er Jahren wurde sie eingelagert und 1995 wieder aufgehängt